# جايسون بيرد جاكسون
جايسون بيرد جاكسون (بالإنجليزية: Jason Baird Jackson)‏ هو عالم إنسان أمريكي، ولد في 1969.